# Hypopyrrhus
Hypopyrrhus là một chi chim trong họ Icteridae.